# Roman Kroitor
Romano Kroitor (12 de diciembre de 1926 - 16 de septiembre de 2012) fue un cineasta canadiense que era conocido como un practicante temprano de Cinéma vérité, como cofundador de IMAX, y como creador de la Sandde un sistema de dibujos a mano de animación estereoscópica. También fue la inspiración original para la Fuerza, popularizado en la serie de Star Wars.
Estudió filosofía y psicología en la Universidad de Manitoba y luego trabajó para el National Film Board of Canada, primero como asistente de producción y luego como editor de cine. Dirigió su primera película, Rescue Party en 1949. Él escribió el corto animado NFB It's A Crime (1957), produjo Propaganda Message (1974), y produjo y dirigió  In the Labyrinth, lanzado como una película de teatro en 1979.

## Filmografía
- Age of the Beaver, 1952 (editor)
- Rescue Party, 1952 (director)
- Paul Tomkowinkz: Street-railway Switchman, Faces of Canada/Snowscapes series, 1952 (director; coescritor con Stanley Jackson; coeditor y coproductor con Tom Daly)
- Farm Calendar, 1955 (director; escritor)
- To Serve the Mind, Documentary Showcase/Mental Health series, 1955 (coescritor con Stanley Jackson)
- Introducing Canada, 1956 (coeditor con Tom Daly)
- L’Année B la ferme, 1957 (director; escritor)
- City of Gold, Documentary Showcase series, 1957 (coescritor con Pierre Berton, Robert Choquette)
- The Great Plains, Canadian Geography series, 1956 (director; editor)
- It's a Crime, Documentary Showcase/Snowscapes series, 1957 (escritor)
- Blood and Fire, Candid Eye series, 1958 (coproductor con Wolf Koenig)
- Country Threshing, Candid Eye series, 1958 (coproductor con Wolf Koenig)
- The Days Before Christmas, Candid Eye series, 1958 (coeditor con René Laporte, Wolf Koenig; coproductor con Wolf Koenig)
- A Foreign Language, Candid Eye series, 1958 (coproductor con Wolf Koenig)
- Memory of Summer, Candid Eye series, 1958 (coproductor con Wolf Koenig)
- Pilgrimage, Candid Eye series, 1958 (coproductor con Wolf Koenig)
- Police, Candid Eye series, 1958 (coproductor con Wolf Koenig)
- The Back-breaking Leaf, Candid Eye/Documentary 60 series, 1959 (coproductor con Wolf Koenig)
- La Battaison, 1959 (coproductor con Wolf Koenig)
- The Canadians, 1959 (productor ejecutivo)
- Emergency Ward, Candid Eye/Documentary 60 series, 1959 (coproductor con Wolf Koenig)
- End of the Line, Candid Eye/Documentary 60 series, 1959 (coproductor con Wolf Koenig)
- Glenn Gould – Off the Record, Candid Eye/Documentary 60 series, 1959 (codirector y coproductor con Wolf Koenig)
- Glenn Gould – On the Record, Candid Eye/Documentary 60 series, 1959 (codirector y coproductor con Wolf Koenig)
- The Cars in Your Life, Candid Eye/Documentary 60 series, 1960 (coproductor con Wolf Koenig) a.k.a. a Down and 24 Months to Pay
- I Was a Ninety-pound Weakling, Documentary 60 series, 1960 (coproductor con Wolf Koenig)
- Universe, 1960 (codirector con Colin Low; escritor)
- The Days of Whiskey Gap, 1961 (coproductor con Wolf Koenig)
- Festival in Puerto Rico, Candid Eye series, 1961 (codirector y coeditor con Wolf Koenig; productor)
- Lonely Boy, 1961 (codirector con Wolf Koenig; productor)
- University, Explorations series, 1961 (coproductor con Wolf Koenig)
- The Living Machine, Explorations series, 1961 (director; coproductor con Tom Daly)
- Above the Horizon, 1964 (codirector with Hugh O’Connor; coproductor con Hugh O’Connor, Tom Daly)
- Canadian Businessmen, 1964 (coproductor con Wolf Koenig)
- The Hutterites, 1964 (coproductor con Tom Daly)
- Legault’s Place, 1964 (coproductor con Tom Daly)
- Nobody Waved Goodbye, 1964 (coproductor con Donald Owen)
- Toronto Jazz, 1964 (productor)
- The Baymen, NFB Presents series, 1965 (coproductor con Peter Jones)
- Stravinsky, 1965 (codirector con Wolf Koenig; productor)
- Two Men of Montreal, 1965 (coproductor con Donald Brittain, John Kemeny, Tom Daly)
- Little White Crimes, NFB Presents series, 1966 (coproductor con John Kemeny)
- In the Labyrinth, 1967 (codirector con Colin Low, Hugh O’Connor; coproductor con Tom Daly)
- IBM Close-up, 1968 (codirector con Graeme Ferguson; productor)
- Tiger Child, 1970 (coproductor con Iichi Ichikawa; escritor; IMAX)
- Code Name Running Jump, 1972 (director; productor)
- Exercise Running Jump II, 1972 (director; escritor; productor)
- Circus World, 1974 (director; coeditor con Jackie Newell; productor)
- Man Belongs to the Earth, 1974 (coproductor con Graeme Ferguson)
- Man the Hunter [Caribou], Man the Hunter series, 1974 (productor ejecutivo)
- Propaganda Message, 1974 (coproductor con Wolf Koenig)
- Man the Hunter [Fishing], Man the Hunter series, 1975 (productor ejecutivo)
- Man the Hunter [Seal Hunting], Man the Hunter series, 1975 (productor ejecutivo)
- Bargain Basement, 1976 (productor)
- For Gentlemen Only, 1976 (productor ejecutivo)
- Listen Listen Listen, 1976 (productor ejecutivo)
- Schefferville 4th Arctic Winter Games, 1976 (coproductor ejecutivo con Dennis Sawyer)
- Striker, 1976 (productor ejecutivo)
- The World is Round, 1976 (productor ejecutivo)
- L’Âge de la machine, 1977 (coproductor con Jacques Bobet)
- Back Alley Blue, 1977 (productor ejecutivo)
- Bekevar Jubilee, 1977 (productor ejecutivo)
- Breakdown, 1977 (productor ejecutivo)
- Flora: Scenes from a Leadership Convention, People and Power series, 1977 (coproductor ejecutivo con Arthur Hammond)
- Happiness Is Loving Your Teacher, 1977 (productor ejecutivo)
- Henry Ford’s America, 1977 (coproductor con Donald Brittain y Paul Wright)
- Hold the Ketchup, 1977 (productor ejecutivo)
- I Wasn’t Scared, 1977 (coproductor ejecutivo con Vladimir Valenta)
- Nature’s Food Chain, 1977 (productor ejecutivo)
- One Man, 1977 (coproductor con Michael Scott, James de B. Domville, Tom Daly, Vladimir Valenta)
- Sail Away, 1977 (productor ejecutivo)
- Strangers at the Door, Adventures in History series, 1977 (coproductor ejecutivo con John Howe, Maxine Samuels)
- Oh Canada, 1978 (coproductor con Wolf Koenig, Robert Verrall, Dorothy Courtois)
- Easter Eggs, Canada Vignettes series, 1978 (productor ejecutivo)
- Margaret Laurence, First Lady of Manawaka, 1978 (productor ejecutivo)
- The Point, 1978 (productor ejecutivo)
- The Red Dress, Adventures in History series, 1978 (coproductor ejecutivo con Dieter Nachtigall)
- The Russels, 1978 (productor ejecutivo)
- So Long to Run, 1978 (productor ejecutivo)
- Teach Me to Dance, Adventures in History series, 1978 (coproductor con Vladimir Valenta, John Howe)
- Voice of the Fugitive, Adventures in History series, 1978 (productor ejecutivo)
- The War is Over, Adventures in History series, 1978 (productor ejecutivo)
- Bravery in the Field, Adventures in History series, 1979 (coproductor con Stefan Wodoslawsky; productor ejecutivo)
- Gopher Broke, Adventures in History series, 1979 (coproductor con Stefan Wodoslawsky; productor ejecutivo)
- Love on Wheels, Canada Vignettes series, 1979 (productor ejecutivo)
- Northern Composition, 1979 (productor ejecutivo)
- Revolution's Orphans, Adventures in History series, 1979 (coproductor ejecutivo con Rob Iveson)
- Twice Upon a Time, 1979 (coproductor con Stefan Wodoslawsky)
- Why Men Rape, 1979 (productor ejecutivo)
- Acting Class, 1980 (productor ejecutivo)
- Challenger: An Industrial Romance, 1980 (productor ejecutivo)
- Challenger: An Industrial Romance [versión corta], 1980 (productor ejecutivo)
- Coming Back Alive, 1980 (coproductor con Wolf Koenig)
- Maritimes Dig, Canada Vignettes series, 1980 (productor ejecutivo)
- Nose and Tina, 1980 (productor ejecutivo)
- Prehistoric Artifacts, New Brunswick, Canada Vignettes series, 1980 (productor ejecutivo)
- This was the Beginning, Part 1: The Invertebrates, 1980 (productor ejecutivo)
- This was the Beginning, Part 2: The Vertebrates, 1980 (productor ejecutivo)
- Arthritis: A Dialogue with Pain, 1981 (coproductor ejecutivo con Robert Verrall)
- Baxter Earns His Wings, 1981 (productor ejecutivo)
- First Winter, Adventures in History series, 1981 (productor ejecutivo)
- Hail Columbia!, 1981 (coproductor con Graeme Ferguson; IMAX)
- Where the Buoys Are, 1981 (productor ejecutivo)
- Laughter in My Soul, 1983 (coproductor ejecutivo con Robert Verrall)
- Skyward, 1985 (coproductor con Susumu Sakane; IMAX)
- Starbreaker, 1984 (coeditor con Bruce Mackay; productor; coproductor ejecutivo con Robert Verrall)
- A Freedom to Move, 1985 (productor ejecutivo; IMAX)
- We Are Born of Stars, 1985 (productor; escritor; OMNIMAX3D)
- Heart Land, 1987 (coproductor con Sally Dundas; IMAX)
- Echoes of the Sun, 1990 (coproductor con Fumio Sumi, Sally Dundas; cowriter with Nelson Max, Colin Low; IMAX)
- Flowers in the Sky, 1990 (coproductor con Charles Konowal; IMAX)
- The Last Buffalo, 1990 (coproductor con Sally Dundas; IMAX3D)
- Rolling Stones: "At the Max", 1991 (codirector con Julien Temple, David Douglas, Noel Archambault; IMAX)
- Imagine, 1993 (coproductor con Hyok-Kyu Kwon; IMAX3D)
- Paint Misbehavin’, 1996 (director; coproductor con Steve Hoban; IMAX3D)
- The Reality Trip, 1997 (aparece como él mismo; Televisión)
- Cinéma Vérité: Defining the Moment, 1999 (aparece como él mismo)
- Cyberworld, 2000 (coproductor con Sally Dundas, Steven Hoban, Hugh Murray; IMAX)

## Premios y distinciones
Premios Óscar
| Año  | Categoría                     | Trabajo nominado     | Resultado |
| ---- | ----------------------------- | -------------------- | --------- |
| 1980 | Mejor cortometraje de ficción | Bravery in the Field | Nominado  |